# 联合国主要机构
《联合国宪章》规定，聯合國有六大主要机构：聯合國大會、安全理事會、經濟及社會理事會、託管理事會、秘書處和國際法院。其中，託管理事會隨著聯合國最後一塊託管領土帛琉的獨立，於1994年停止運作。
除國際法院位於荷蘭海牙例外，其余联合国主要机构总部均位於美國紐約市國際領土上的聯合國總部中；其餘各大機構总部則位於瑞士日內瓦、奧地利維也納和肯亞奈洛比的辦事處裡。其他的聯合國機構則遍及世界各地。
聯合國共有六種用於政府間會議和文檔的官方語言，分別為阿拉伯語、汉语、英語、法語、俄語和西班牙語。秘書處則使用英語和法語兩種語言為工作語言。

## 聯合國大會

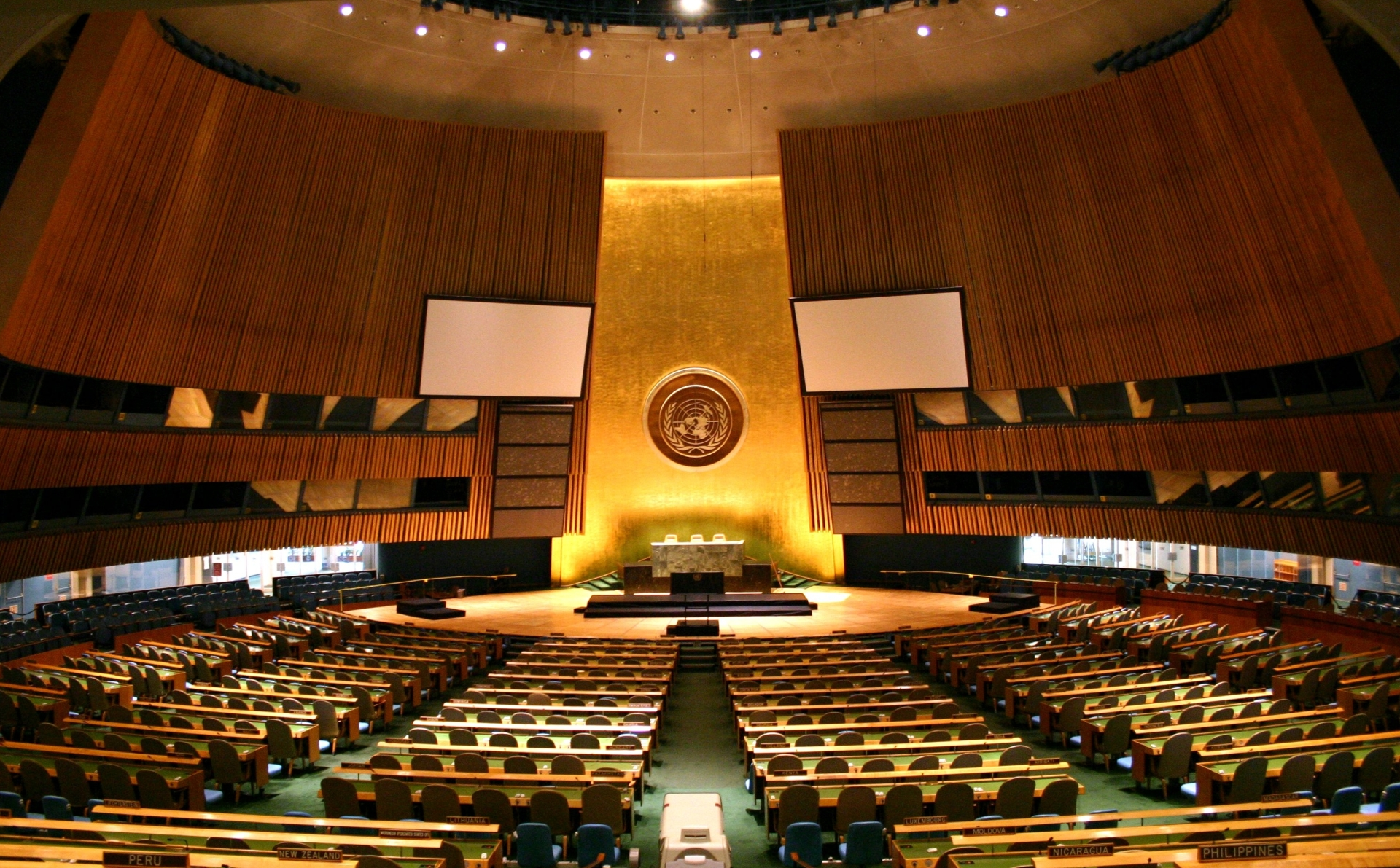
聯合國大會會議廳

聯合國大會是聯合國的主要審議機構，由所有聯合國成員國組成，每年定期舉行一次會議，由成員國選舉推派出大會主席。在會議開始後的兩周內，所有成員國均有機會在大會上演講。傳統上秘書長會首先發表演說，然後則由大會主席發言。1946年1月10日，聯大的第一次會議在英國倫敦威斯敏斯特中央大廳，共有51國代表出席。
在對重大問題表決時，需要三分之二多數的成員國贊成方可通過。此類重大問題包括：選舉機構成員，授予、暫緩或開除成員國資格，以及預算事項等。其餘問題則需要多數成員國贊成才能通過。每個成員國都有一票可投。除了預算審批事項，決議對成員國不具有約束力。大會可以在聯合國框架內對任何事項提出建議，但和平和安全方面的部分事項則由安全理事會審議。

## 联合国安全理事會

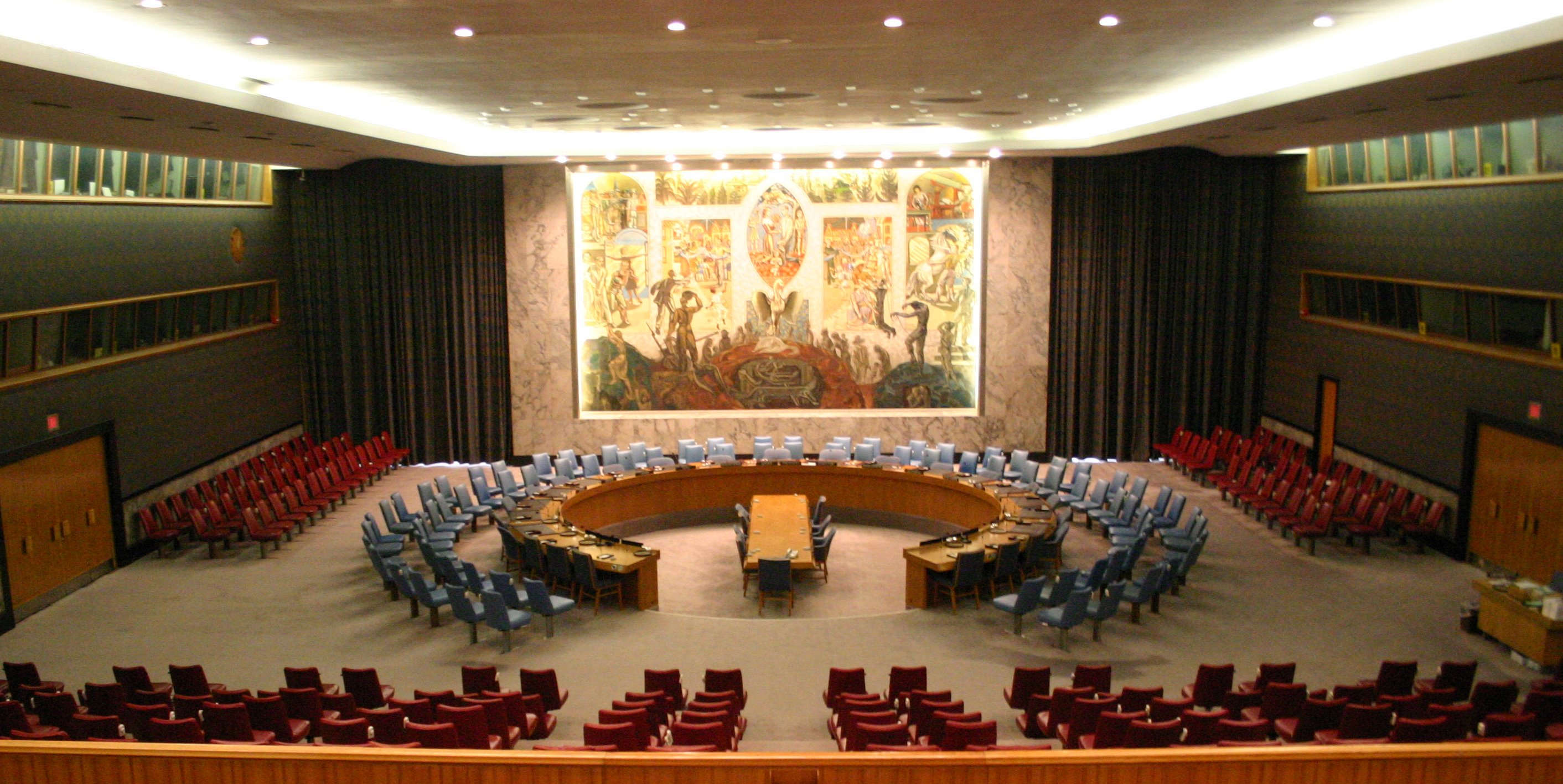
安全理事會會議廳

安全理事會的職責是維護國與國間的和平和安全。與聯合國其他機構只能對成員國提出“建議”不同，安全理事會有權對承諾履行《聯合國憲章》第25條的聯合國会員國作出具有法律約束性的決議。
安全理事會由15個成員國組成，其中現在5個常任理事國：中國、美國、联合王国、法國、俄羅斯联邦；十個非常任理事國，現任國家有：波士尼亞和黑塞哥維那、巴西、哥倫比亞、加蓬、德國、印度、黎巴嫩、尼日利亞、葡萄牙和南非。五個常任理事國擁有對實體而非程式決議的否決權；因此，任一常任理事國能夠否決它們不接受的決議，但不能阻止對這項決議的討論。十個非常任理事國任期兩年，在確保區域平衡的前提下由聯合國大會選舉產生。有70多个联合国会员国从未担任安理会理事国。安理會主席一職按理事國國名英語字母順序每月輪換。

## 联合国秘書處

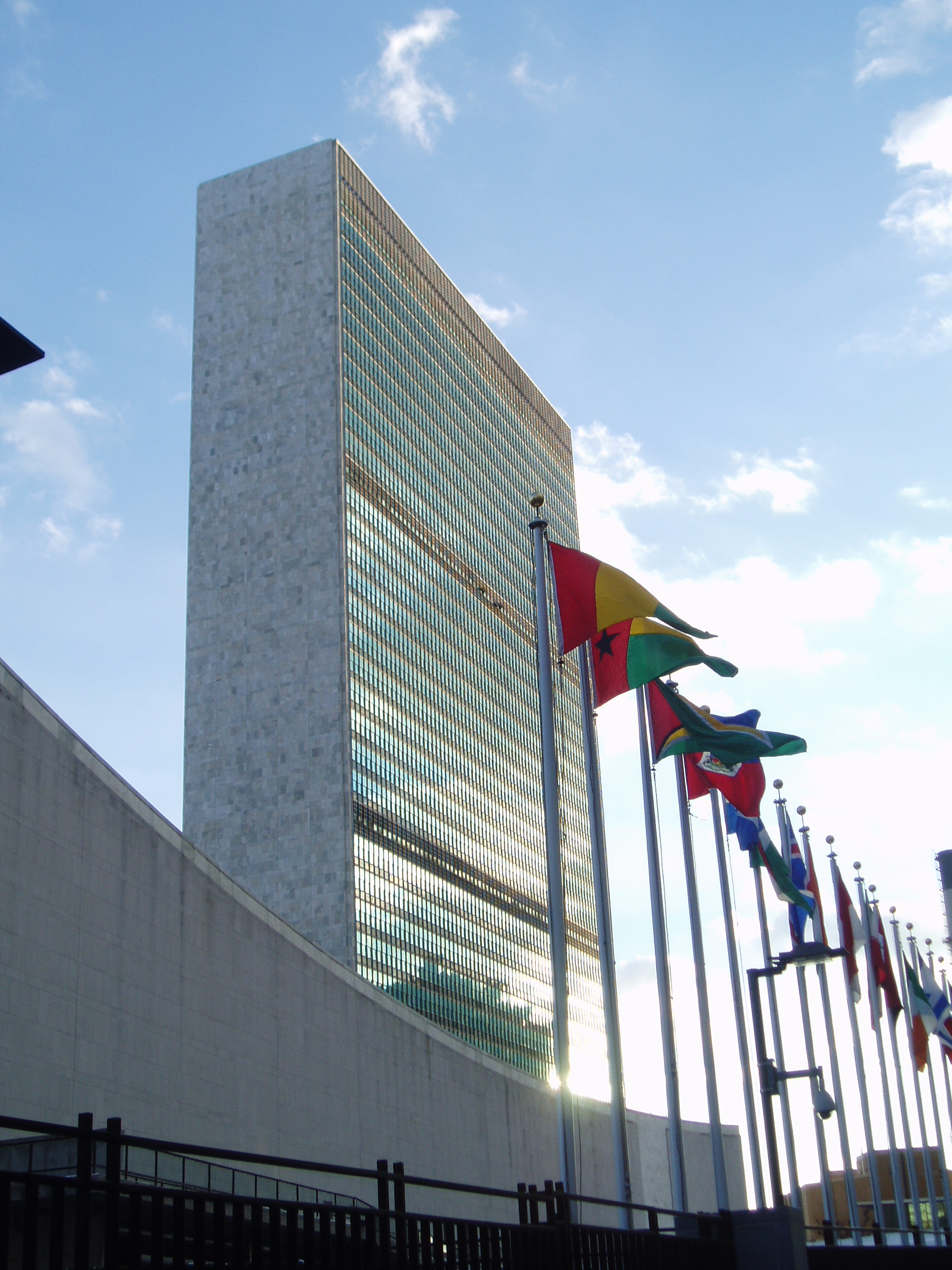
紐約市聯合國總部的聯合國秘書處大樓

聯合國秘書處由秘書長領導，並由國際公務員協助。秘書處向聯合國機構的會議提供研究、資訊和設施，並執行安全理事會、聯合國大會、經濟及社會理事會和其他聯合國機構下達的任務。聯合國憲章要求秘書處在挑選工作人員時“應以求達效率、才幹及忠誠之最高標準為首要考慮”，並在可能範圍內充分注意地域上的普及。
按照憲章的規定，秘書處工作人員不得請求或接受聯合國外任何政權的指示。聯合國成員國都應尊重秘書處的國際性，而不設法影響其工作人員。秘書長本人負責遴選工作人員。
秘書長的職責是協助解決國際爭端、管理維和行動、舉辦國際會議、收集安理會決議實施的情況並與成員國政府商榷各項措施。人道事務協調廳和維持和平行動部在上述領域發揮著關鍵作用。秘書長可以將其所認為可能威脅國際和平和安全的任何事件，提請安理會注意。

### 秘書長

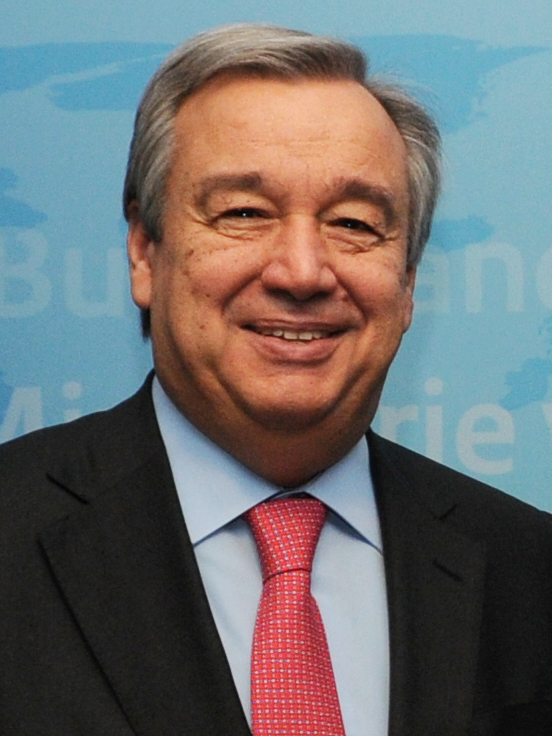
现任秘书长安東尼奧·古特雷斯

秘書長是秘書處的領導人，同時也是聯合國實際上的發言人和領袖。現任秘書長是安東尼奧·古特雷斯，他在2017年從潘基文手中接任了這一職務，並在2021年連任。
在羅斯福的設想裡，聯合國秘書長應是一位“國際事務調停者”（world moderator）；按照聯合國憲章的定義，這一職位是該組織的“行政首長”。同時，憲章許可秘書長“得將其所認為可能威脅國際和平及安全之任何事件”提請安理會注意，使其在世界舞臺上有更大的活動空間。該職位現已演變為聯合國的雙重管理角色、外交官和發言人，負責解決成員國之間的糾紛，並在國際性問題上謀求共識。
秘書長由安全理事會提名，並由聯合國大會表決任命；理論上，如果聯大表決時未達多數票數，安理會的提名可被否決，但該情況至今尚未發生過。對於秘書長的任期，聯合國未作具體規定。
| 任次 | 姓名                   | 國籍   | 就任           | 卸任           | 註                   |
| ---- | ---------------------- | ------ | -------------- | -------------- | -------------------- |
| 1    | 特里格韋·賴伊          | 挪威   | 1946年2月2日   | 1952年11月10日 | 辭職                 |
| 2    | 達格·哈馬舍爾德        | 瑞典   | 1953年4月10日  | 1961年9月18日  | 殉職                 |
| 3    | 吳丹                   | 緬甸   | 1961年11月30日 | 1972年1月1日   | 首位來自亞洲的秘書長 |
| 4    | 庫爾特·瓦爾德海姆      | 奥地利 | 1972年1月1日   | 1982年1月1日   |                      |
| 5    | 佩雷斯·德奎利亞爾      | 秘魯   | 1982年1月1日   | 1992年1月1日   | 首位來自美洲的秘書長 |
| 6    | 布特羅斯·布特羅斯-加利 | 埃及   | 1992年1月1日   | 1997年1月1日   | 首位來自非洲的秘書長 |
| 7    | 科菲·安南              |        | 1997年1月1日   | 2006年12月31日 |                      |
| 8    | 潘基文                 |        | 2007年1月1日   | 2016年12月31日 |                      |
| 9    | 安東尼奧·古特雷斯      | 葡萄牙 | 2017年1月1日   | 现任           |                      |

## 國際法院

荷蘭海牙和平宮，國際法院所在地

國際法院是聯合國的主要司法機構。它在1945年根據聯合國憲章成立，並在次年取代常設國際法院開始運作。《國際法院規約》與其前任的規約類似，是定立並規範法院運作的主要憲制性檔。
國際法院位於荷蘭海牙和平宮，與一所私立的國際法研究中心海牙國際法學院共用一座建築。國際法院的部分現任法官亦是該學院的校友或前教員。設立國際法院的目的，是裁決國家之間的糾紛。國際法院曾審理過戰爭罪、非法的國家干預及種族清洗的案件。其中，仍有案件尚在審理中。
2002年，在經過了聯大發起的一系列國際討論後，國際法院的相關機構國際刑事法院開始運作：這是首個負責審判觸犯國際法最嚴重罪行（包括戰爭罪和種族滅絕罪）的常設國際法院。國際刑事法院在人事和財政上獨立於聯合國運作。但是，國際刑事法院理事機構的一些會議、《羅馬規約》締約國大會則由聯合國負責舉辦。國際刑事法院和聯合國定立了關係協定，以規範和指導雙方的關係與合作。

## 經濟及社會理事會

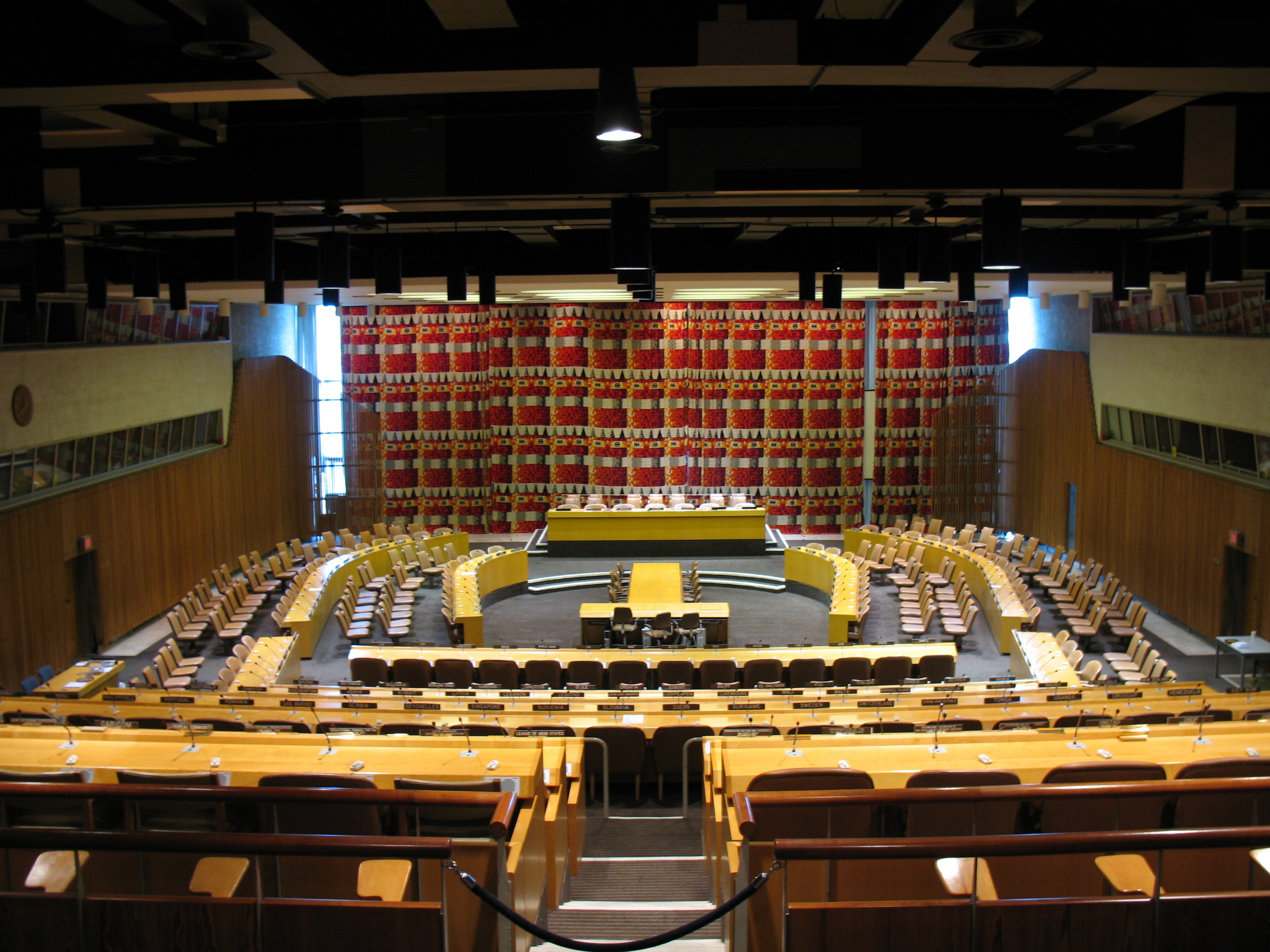
經濟及社會理事會會議廳

經濟及社會理事會是協助聯合國大會促進國際經濟及社會合作和發展的機構。經社理事會共有54個成員國，均由聯合國大會選舉產生，任期三年。理事會主席任期一年，均從理事會的中小型國家代表中選出。經濟及社會理事會在每年7月舉行一次為期4周的實質性會議。從1998年起，在每年4月，理事會還會與負責佈雷頓森林體系的世界銀行和國際貨幣基金組織的主要委員會財政部長們舉行另一場會議。從理事會負責協調的專門機構看來，經濟及社會理事會的職責包括收集資訊、向成員國提出意見和建議。此外，經社理事會的定位利於保持其政策連貫性，並有助於它協調聯合國附屬機構之間的職能交叉。這些角色，讓經濟及社會理事會成為了聯合國中最活躍的機構。